# 銀腹擬海豬魚
銀腹擬海豬魚，為輻鰭魚綱鱸形目隆頭魚亞目隆頭魚科的其中一種，分布於西印度洋的塞席爾群島及坦尚尼亞海域，棲息在底層水域，生活習性不明。

## 擴展閱讀
維基物種上的相關：銀腹擬海豬魚